# Noțiune (psihologie)
Noțiunea este unitatea de bază a gândirii. Ea este rezultatul unui proces de gândire iar gândirea este o structură noțională. Noțiunea reflectă obiectul desprins din context, ea nu are valoare de adevăr. 
Noțiunile pot fi împărțite astfel: după criteriile esențialității și necesității: noțiuni științifice și noțiuni empirice; după natura însușirilor pe care le reflectă: noțiuni abstracte și concrete; după sfera de cuprindere: individuale, particulare și generale.